# Пьяченца-д’Адидже
Пьяченца-д’Адидже (итал. Piacenza d'Adige) — коммуна в Италии, располагается в провинции Падуя области Венеция.
Население составляет 1408 человек (2008 г.), плотность населения составляет 76 чел./км². Занимает площадь 19 км². Почтовый индекс — 35040. Телефонный код — 0425.
Покровителем коммуны почитается святой Антоний Великий, празднование 17 января.

## Демография
Динамика населения:

## Администрация коммуны
- Официальный сайт: http://www.comune.piacenza-d-adige.pd.it/